# Переливница Метида
Перели́вница Мети́да, или переливница метида (лат. Apatura metis) — дневная бабочка из семейства Nymphalidae.
Видовой эпитет связан с именем Метиды, мудрой богиней, первой супругой Зевса (др.-греч. μῆτις означает «мысль»).

## Внешний вид

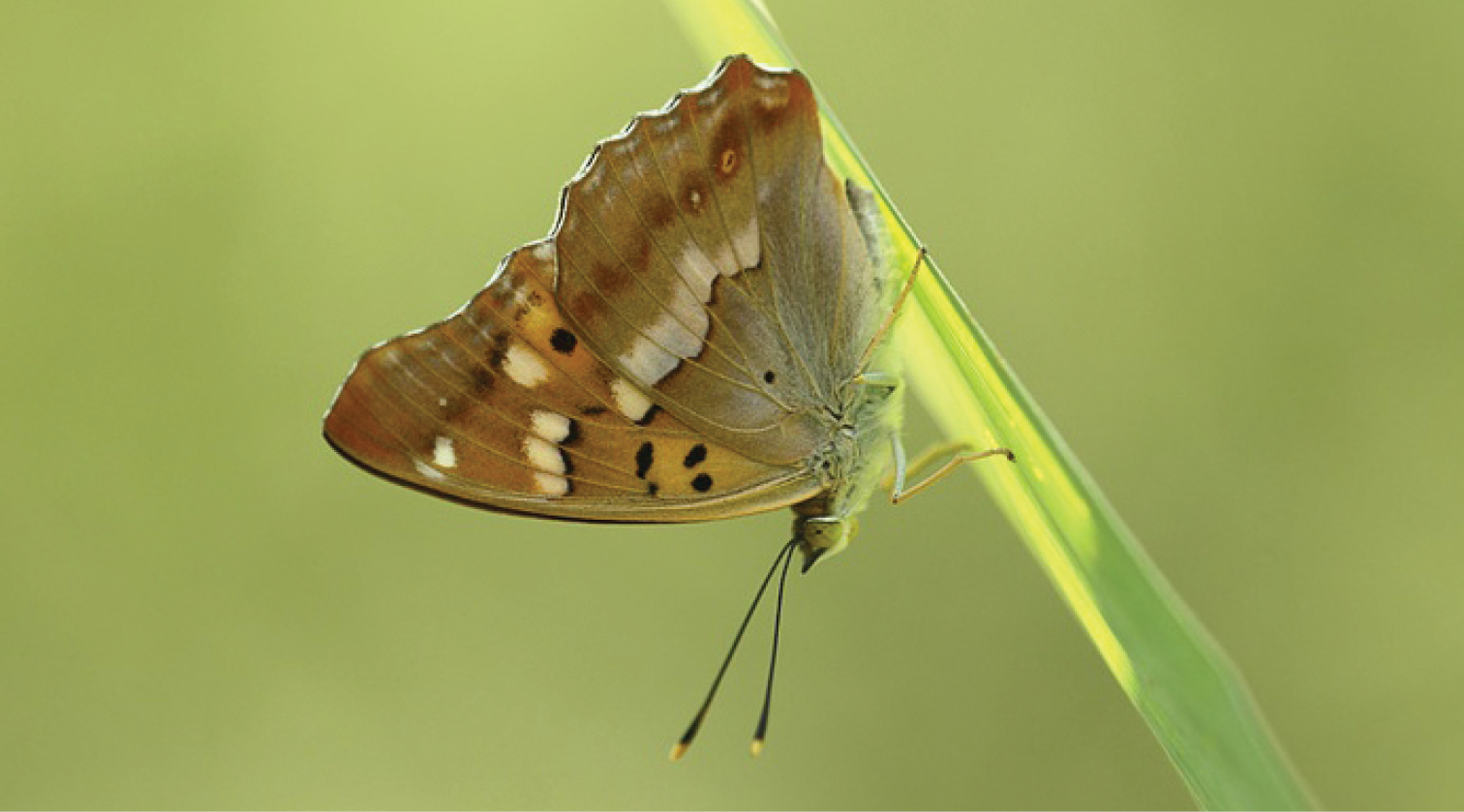
Нижняя сторона крыльев

По внешним признакам напоминает тополевую переливницу (Apatura ilia). Однако достоверно отличается от него ступенчатым выступом, в середине внешнего края постдискальной перевязи задних крыльев. Общий цвет крыльев сверху, как правило, тёмно-коричневый, со светло-оранжевой постдискальной перевязью, оранжевой маргинальной перевязью и полем такого же цвета в срединной ячейке передних крыльев. В анальном углу передних и задних крыльев расположен слепой глазок. В пределах светлого поля срединной ячейки передних крыльев четыре тёмных пятна. Снизу крылья светлые, оранжево-коричневые, с зеленоватым напылением. Туловище крупное, тёмное, покрытое сверху — рыжими, снизу — белыми волосками. Бёдра белые, голени и лапки рыжие. Щупики заострены к вершине. Усики длинные, тёмные, с рыжими полями снизу, в основании и на концах булавок. Крылья самцов с фиолетовым отливом основного их фона.

## Распространение
Восточная и Юго-Восточная Европа; территория бывшего СССР: Украина (центр и восток), Молдова, Европейская часть России (Краснодарский край, Нижнее Поволжье), Кавказ, Западная Сибирь (пойма реки Иртыш на север до южных границ Ханты-Мансийского округа), Восточное Забайкалье, Приамурье (на север до Зейского заповедника, верхнего течения реки Бурея, Циммермановки), Приморье, Южные Курилы (Шикотан); Азия: Северо-Восточный Казахстан (пойма реки Иртыш), Северный, Северо-Восточный и Восточный Китай, Корея, Япония.
На территории Бурятии вид известен по единственной находке — в пределах хребта Улан-Бургасы, 8 км севернее станции Онохой, по берегу ручья Онохой-Шибирь. Ареал европейско-западносибирско-дальневосточный дизъюнктивный. В восточной части лесостепной зоны Читинской области особи вида концентрируются по крупным рекам и притокам первого порядка в прибрежных зарослях с участием ивы и тополя. Вид отмечен также по притоку второго порядка бассейна реки Будюмкан.
Значительную часть времени бабочки проводят в кронах деревьев. Часто встречаются на стволах ив, где кормятся соком из повреждений в коре.

## Подвиды

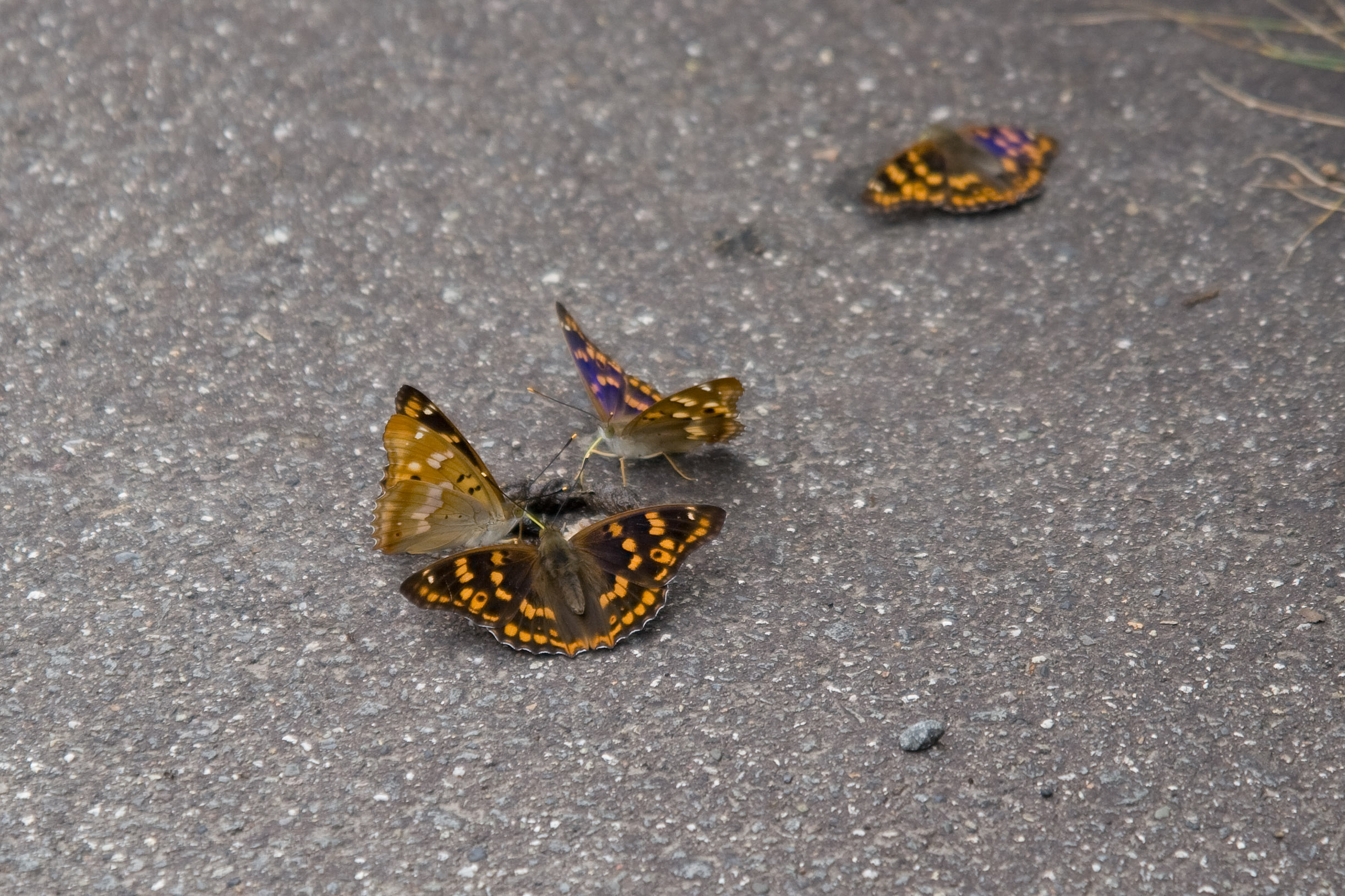
Скопления бабочек

- Apatura metis metis Freyer, 1829 (Юго-Восточная Европа)
- Apatura metis bunea (Юго-Восточная Россия, Кавказ)
- Apatura metis substituta Butler, 1873 (Япония)
- Apatura metis irtyshika Korshunov, 1982 (Западная Сибирь, Казахстан)
- Apatura metis separata Tuzov, 2000 (Забайкалье) — статус подвида сомнителен, отличия только в меньшей величине, но такие особи обычны и в Среднем Приамурье, а иногда и в Приморье.
- Apatura metis heijona Matsumura, 1928 (Корея, Амурский и Уссурийский регион)
- Apatura metis doii (Курильские острова)